# James Adomian
James Haig Adomian (født 31. januar 1980) er en amerikansk skuespiller og stemmeskuespiller. Han er bedst kendt for at optræde i Comedy Bang! Bang!, Chapo Trap House, Last Comic Standing, The Late Late Show with Craig Ferguson (hvor han optrådte som tidligere præsident George W. Bush indtil og for at optræde som Bernie Sanders i 2016.
Han har lagt stemme til en lang række tegnefilm; bl.a. et afsnit af DuckTales og et afsnit af Bob's Burgers.